# Селевкія

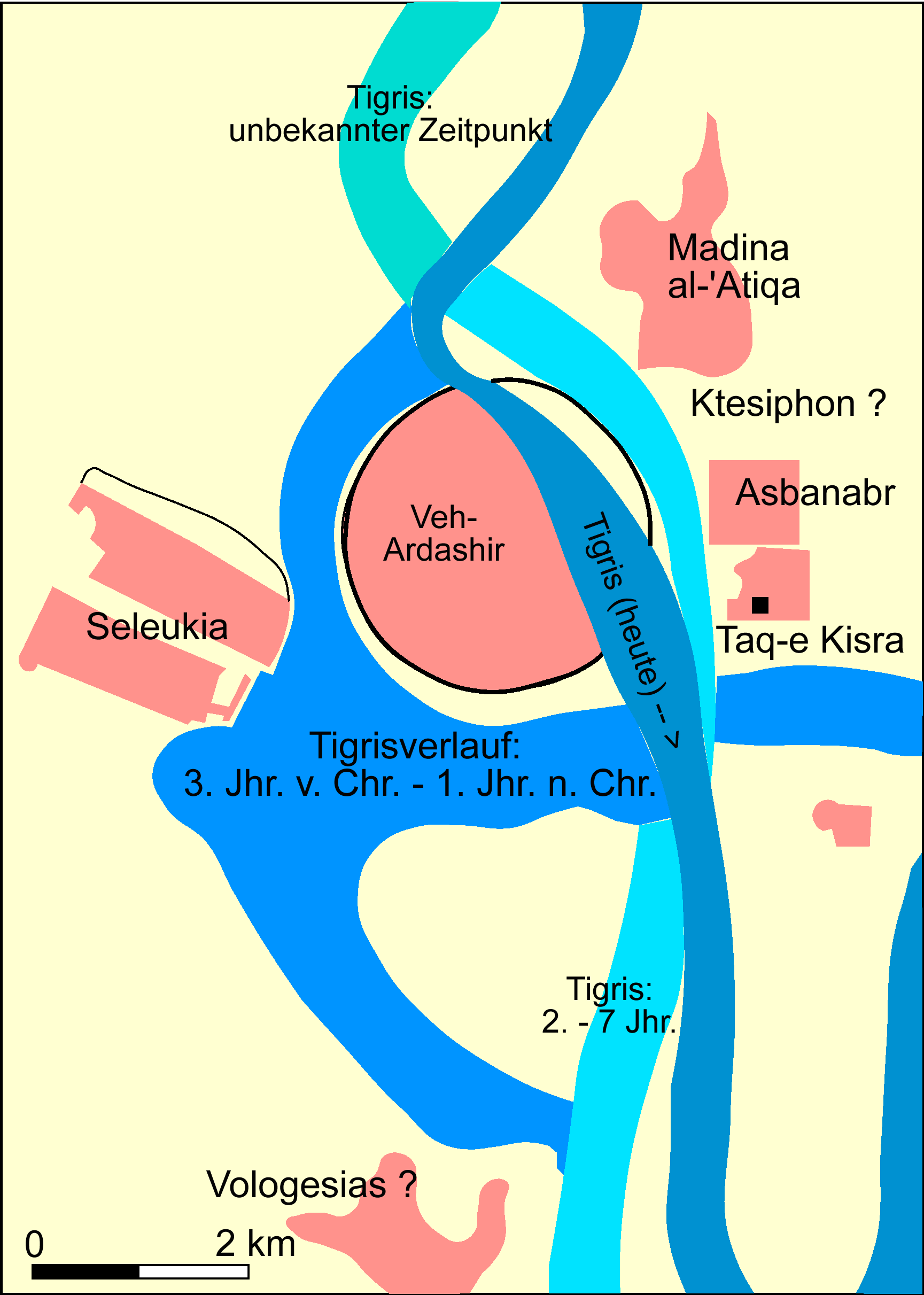
Археологічна карта Селевкії та околиць

Селевкія на Тигрі (дав.-гр. Σελεύκεια επί του Τίγρη) — стародавнє місто на річці Тигр, руїни якого, відомі під назвою Тель-Умар, розташовані за 25 км на південь від Багдада. На протилежному боці річки було розташовано інше велике місто античності — Ктезифон.

## Історія
Із давнини неподалік від Селевкії розташовувалось поселення Упі (Опіс). Місто Селевкія було засновано полководцем Селевком Нікатором як столиця одного з царств, що з'явились після численних розділів імперії Александра Македонського. Датою заснування можна вважати 306—305 роки до н. е. Після битви при Іпсі (301 до н. е.), коли до Селевка перейшли також сирійські та малоазійські території, була заснована нова столиця на заході — Селевкія у Пієрії. Селевкія залишалась східною столицею та резиденцією сина царя — співправителя східних сатрапій.
Нікатор заснував місто дуже великих розмірів, за зразком Александрії, в якій Селевк перебував тривалий час, переховуючись від переслідувачів Антігона Одноокого та Деметрія Поліоркета. Місто було недонаселено, та 283 до н. е., Антіох I Сотер переселив до Селевкії жителів Вавилона й перевів вавилонське святилище зі збереженням попередньої назви — Есагіла. Відомо також, що небесним покровителем Селевкії був бог із македонським іменем Аполлон Комайос, святилище якого розміщувалось у центрі міста. Таким чином, у місті існували дві основні групи населення — вавилоняни та еллінізовані македоняни. На монетах зустрічаються примірники із зображенням двох богинь, які тримаються за руки, що символізувало згоду між двома громадами, що складали базу статку міста.
У 141 до н. е. місто захопили парфяни. Проте не виключено, що величезне, сильно укріплене місто здалось парфянам в обмін на широкі права самоврядування, якими воно користувалось до самого «великого повстання» 36–43 років.
У 128 до н. е. Селевкія ненадовго перейшла під владу Деметрія II, у 127/126 — Гіспаосіна Харакенського.
За свідченням Плінія кількість жителів, які сплачували податки, сягала 600 тисяч чоловік (рубіж н. е.). У античних авторів місто отримало похвальні епітети urbis maxima — найбільше місто.
У 117 році місто захоплене легіонами Траяна, проте через неможливість утримати місто багато будівель було зруйновано чи спалено.
У 164 році в результаті чергової римсько-парфянської війни місто захоплено легіонами Авідія Кассія, зі святилища винесли статую Аполлона Комайоса та поставили на Капітолійському пагорбі в Римі. На той час населення Селевкії сягало 300 000 осіб. Мор 165 року, що охопив всю Римську імперію, багато хто пов'язував із гнівом бога, статуя якого була зсунута зі свого місця.
На початку III століття Селевкія все ще існувала. Представник нової чинної династії Ірану, шаханшах Ардашир, заснував на протилежному березі Тигра нову Селевкію, назвавши її своїм ім'ям Вех-Ардашир («Перемога Ардашира») на честь перемоги над останнім представником парфянської династії — царевичем Валарашем. До нового міста було переселено жителів селевкії, яка поступово старішала.
Лібаній, пізньоримський автор, який описував походи імператора Юліана на схід, каже про залишені руїни Селевкії, неподалік від яких, на березі Тигра, Юліан раптово помер у своєму похідному шатрі (363). Однак ранньоарабські автори, розповідаючи про війни арабів, згадують про два міста на берегах Тигра, називаючи це місце «аль-мадаїн» (у перекладі — «міста»).

## Дослідження міста
Селевкія була локалізована у 1920-их роках німецькими археологами Зарре й Герцфельдом. Тоді ж досліджувались руїни сасанідського міста. У 1927–1932 роках на городищі Селевкії проводились розкопки американської археологічної школи в Багдаді під керівництвом професора Лероя Вотермена. Для дослідження, поряд із традиційним розкриттям культурного шару використовувалось аерофотознімання, новітній для того часу метод дослідження, що дозволив у стислі терміни, з мінімальними затратами, встановити загальну топографію городища й представити структуру міста, що існувало колись на цьому місці.
Також було досліджено один з кварталів у центральній частині міста, що, по суті, був блоком розміром 140×70 метрів. Було розкрито послідовність із трьох основних шарів, датованих від середини II століття до н. е. до початку III століття.
У 1964–1989 городище досліджувалось експедицією туринського університету, було досліджено будівлю державного архіву в царському кварталі та проведено дослідження споруди незрозумілого призначення, розташованої на північ від архіву.